# Bulworth
Pour plus de détails, voir Fiche technique et Distribution.
Bulworth est une comédie dramatique sortie en 1998 réalisée et écrite par Warren Beatty avec Kimberly Deauna Adams et Warren Beatty lui-même. Le film a notamment été remarqué aux Oscars pour son scénario.

## Synopsis
Jay Bulworth est le sénateur démocrate de la Californie ; il en a assez de se plier à des idées libérales aux dépens de ses opinions personnelles et cela le déprime gravement au point de vouloir se tuer. Il entame alors sa dernière campagne électorale dans un piteux état et sans croire aux messages qu'il fait passer à ses électeurs. Il décide alors d'engager un tueur de la mafia pour se faire tuer et contracte une assurance vie de dix millions de dollars au profit de sa fille Constance.
N'ayant désormais plus rien à perdre, Bulworth abandonne la langue de bois et livre le fond de ses pensées marxistes de façon franche et brutale. Il va même s'y prendre en entremêlant la politique et la culture hip-hop, chose qui stupéfie les électeurs.
Sa relation amoureuse avec Nina, une Afro-Américaine venant de South Central, lui redonne peu à peu goût à la vie. Il pense donc à annuler le contrat mis sur sa tête, mais son intermédiaire tombe dans le coma ; c'est alors que ses plus gros soucis commencent.

## Fiche technique
- Titre : Bulworth
- Réalisation et scénario : Warren Beatty
- Production : Warren Beatty et Pieter Jan Brugge
- Photographie : Vittorio Storaro
- Musique : Ennio Morricone
- Montage : Robert C. Jones et Billy Weber (en)
- Décors : Rick Simpson
- Costumes : Milena Canonero
- Dates de sortie :
  - États-Unis : 15 mai 1998
  - Angleterre : 22 janvier 1999
  - France : 22 mars 2000
- Genre : comédie dramatique
- Durée : 108 minutes
- Format : couleur (technicolor) - 1.85:1 - DTS
- Langue : anglais

## Distribution
- Kimberly Deauna Adams : Denisha
- Warren Beatty (VF : Bernard Tiphaine) : Jay Billington Bulworth
- Vinny Argiro : Debate Director
- Halle Berry (VF : Annie Milon) : Nina
- Sean Astin : Gary
- Don Cheadle (VF : Lucien Jean-Baptiste) : L.D.
- Oliver Platt (VF : Denis Boileau) : Dennis Murphy
- Ernie Lee Banks : Leroy
- Laurie Metcalf : Mimi
- Amiri Baraka (VF : Med Hondo) : Rastaman the Griot
- Jack Warden : Eddie Davers
- Paul Sorvino (VF : Mario Santini) : Graham Crockett
- Christine Baranski (VF : Juliette Degenne) : Constance Bulworth
- Adilah Barnes : Madame Brown
- Debra Monk : Helen
- Isaiah Washington : Darnell, la mère de Nina
- Graham Beckel : L'homme aux lunettes noires
- Thomas Jefferson Byrd (en) : Oncle Rafeeq
- J. Kenneth Campbell : Anthony
- Helen Martin : « Momma » Doll
- Larry King : Lui-même

## Récompenses
- 1998 : nommé au Lion d'or à la Mostra de Venise
- 1999 : nommé à l'Oscar du meilleur scénario original
- 1999 : aux Golden Globe Awards, meilleur film, meilleur acteur et meilleur scénario
- 1999 : nommé à la meilleure composition aux Grammy Awards

## Bande originale

### Liste des titres
1. Dr. Dre & LL Cool J : Zoom
2. Pras Michel feat. Ol' Dirty Bastard & Mýa : Ghetto Supastar (That Is What You Are)
3. Youssou N'Dour & Canibus : How Come
4. Method Man, KRS-One, Prodigy & Kam : Bulworth (They Talk About It While We Live It)
5. Witchdoctor : Holiday/12 Scanner
6. RZA : Chase
7. Eve : Eve Of Destruction
8. Mack 10 & Ice Cube : Maniac In The Brainiac
9. Nutta Butta : Freak Out
10. The Black Eyed Peas : Joints & Jam
11. Cappadonna : Run
12. B-Real : Lunatics In The Grass
13. Public Enemy : Kill Em Live
14. D-Fyne : Bitches Are Hustlers Too

## Postérité
Le film fait partie de ceux qui ont été perçus comme une anticipation de la victoire de Donald Trump lors de l'élection présidentielle américaine de 2016,.
En 2013, le New York Times a rapporté que le président Barack Obama avait, en privé, « parlé avec envie de « devenir Bulworth » », en référence au film.